# ۵۰۵ (پیش از میلاد)
۵۰۵ (پیش از میلاد) ۵۰۵مین سال قبل از تقویم میلادی است.